# Enrique Anderson Imbert
Enrique Anderson-Imbert (Córdoba, 12 febbraio 1910 – Buenos Aires, 6 dicembre 2000) è stato uno scrittore e critico letterario argentino.

## Biografia
Anderson-Imbert è nato a Córdoba, si è laureato presso l'Università di Buenos Aires. Dal 1940 al 1947 ha insegnato presso l'Università di Tucumán. Nel 1947, entra a far parte della facoltà dell'Università del Michigan. Gli è stato assegnato il Guggenheim Fellowship nel 1954. È diventato il primo Victor S. Thomas Professor of Hispanic Literature dell'Università di Harvard nel 1965. Anderson-Imbert è rimasto ad Harvard fino al suo ritiro nel 1980. Egli è stato eletto membro della American Academy of Arts and Sciences nel 1967.
Anderson-Imbert è meglio conosciuto per i suoi brevi racconti microcuentos, in cui si fonde la fantasia e realismo magico. La sua storia Sala de espera tratto da The Cheshire Cat, scritto nel 1965; egli è anche l'autore del racconto dal titolo Taboo (1966). Ha anche scritto El Leve Pedro, El Fantasma, e Vudu.

## Pubblicazioni

### Saggi
- La flecha en el aire (1937; notevolmente ampliato nel 1972)
- Tres novelas de Payró con pícaros en tres miras (1942)
- Ibsen y su tiempo (1946)
- Ensayos (1946)
- El arte de la prosa en Juan Montalvo (1948; seconda edizione ampliata nel 1974)
- Estudios sobre escritores de América (1954)
- Historia de la literatura hispanoamericana, (1954; ci sono un sacco rivisti e riedizioni espanso in due volumi)
- La crítica literaria contemporánea (1957) (ristampe molto modificati e ampliati. Métodos de la crítica literaria, 1969; La crítica literaria, métodos y modalidades, 1979; La crítica literaria: sus métodos y problemas, 1984)
- Los grandes libros de Occidente y otros ensayos (1957)
- Los domingos del profesor (1965, con prefazione di Alfredo A. Roggiano; seconda edizione, notevolmente ampliato nel 1972)
- La originalidad de Rubén Darío (1967)
- Genio y figura de Sarmiento (1967; ristampa nel 1989)
- Una aventura amorosa de Sarmiento (1969)
- Estudios sobre letras hispánicas (1974)
- El realismo mágico y otros ensayos (1976; seconda edizione 1992)
- Las comedias de Bernard Shaw (1976)
- Los primeros cuentos del mundo (1977)
- Teoría y técnica del cuento (1979. ristampa: 1982. seconda edizione ampliata: 1992)
- La prosa: modalidades y usos (1984; seconda edizione ampliata nel 1998)
- Nuevos estudios sobre letras hispanas (1986)
- Mentiras y mentirosos en el mundo de las letras (1992)
- Modernidad y posmodernidad (1997)
- Escritor, texto, lector (2001)

### Antologie
- El leve Pedro (1976)
- Cuentos en miniatura (1976)
- El milagro y otros cuentos (1985)
- Páginas de Enrique Anderson Imbert seleccionadas por el autor (1985)
- Cuentos selectos - Enrique Anderson Imbert (1999)
- Cuentos escogidos (editorial Cántaro)
- Tabú

### Narrativa
- Vigilia (1934)
- El Gato de Cheshire (1965)
- El Grimorio (1969)
- Victoria (1977)
- La Botella de Klein (1978)
- La Locura Juega al Ajedrez (1971)
- Los Primeros Cuentos del Mundo (1978)
- Anti-Story: an Anthology of Experimental Fiction (1971)
- Imperial Messages (1976)